# نيكي ويفر
نيكولاس ويفر (بالإنجليزية: Nicky Weaver)‏، من مواليد 2 مارس 1979 في شيفيلد في إنجلترا، لاعب كرة قدم إنجليزي.
بدأ مسيرته الكروية مع نادي مانسفيلد تاون في عام 1994، ولعب معهم حتى عام 1997، وشارك معهم في مباراة واحدة، ومنذ عام 1997 وهو يلعب مع نادي مانشستر سيتي، وفي موسم 2005/2006 أعير إلى نادي شيفيلد وينزداي، ولعب معهم 14 مباراة.

## روابط خارجية
- نيكي ويفر على موقع قاعدة بيانات كرة القدم.إي يو (الإنجليزية)
- نيكي ويفر على موقع Soccerbase.com (لاعب) (الإنجليزية)
- نيكي ويفر على موقع عالم كرة القدم.نت (الإنجليزية)
- نيكي ويفر على موقع AS.com (الإسبانية)